# Lékové interakce
Lékové interakce je označení pro situace, kdy při užívání více léčivých přípravků současně může docházet k tomu, že se tyto léčivé přípravky vzájemně ovlivňují.
Může např. docházet k tomu, že jeden lék zesiluje či zeslabuje účinek jiného léku. Lékové interakce mohou být žádoucí nebo nežádoucí. Na nežádoucí lékové interakce je potřeba dávat pozor, protože pacient, u něhož se vyskytnou, může být v ohrožení. Kromě interakcí mezi léčivými přípravky může docházet i k interakci mezi léčivým přípravkem a potravinami, případně potravinovými doplňky (např. vitamíny). Asi nejznámější jsou interakce léčivých přípravků s grapefruitovou šťávou.Nežádoucí účinky může mít grapefruitová šťáva v kombinaci s některými léky proti rakovině, imunosupresivy, antidepresivy, s léků užívanými při vředové nemoci žaludku nebo při onemocněních prostaty.
Ve zdravotnictví i lékárenství je věnována lékovým interakcím velká pozornost. Lékař, který vystavuje recept, by měl zkontrolovat, zda nedojde k interakci s některým z již užívaných léků. Někdy kontrolují interakce i lékárníci při výdeji léku. Je to však podmíněno tím, že vědí o všech lécích, které pacient užívá. Navíc u volně prodejných léků je kontrola obtížná a pacient musí na lékové interakce myslet sám. Jako zdroj informací o lékových interakcích může posloužit příbalová informace a souhrn údajů o přípravku. K dispozici je také několik on-line poraden: pacient zadá všechny užívané léky a dostane zpětnou vazbu o možných nežádoucích interakcích mezi nimi.
Přesto nejsou vyzkoušeny všechny kombinace léků a používání více druhů snadněji může vytvářet nečekané efekty.